# (19741) Callahan
(19741) Callahan (2000 AN141) – planetoida z grupy pasa głównego asteroid okrążająca Słońce w ciągu 3,37 lat w średniej odległości 2,25 j.a. Odkryta 5 stycznia 2000 roku.